# 清水成眞
清水 成眞（しみず じょうしん、1962年 -）は、天台宗の僧侶。鳥取県東伯郡三朝町の三徳山にある寺院・皆成院の住職。日本青少年学会会員、日本カウンセラー協会認定のサブカウンセラー、青少年育成国民会議認定の青少年育成アドバイザー。社会奉仕では、倉吉ロータリークラブの会員でもある。子どもが不登校になった事をきっかけに、カウンセラー資格所得を目指す。その経験を生かし、三朝中学校において10年間「心の教室相談員」として、年間3,000件以上の相談を受ける。更に不登校の子ども達の対策として、「相談室登校」を実施し、保健室とは別な角度から不登校支援を行ってきた。現在は、電話相談をはじめ、色々な子ども達の面接相談も行っている。また高齢者学級やPTA、公民館などから依頼を受け、「笑う門には福来る」、「一隅を照す」、「親の想い・子どもの想い」などを掲げ、県内、県外で広く講演をしている。
2022年4月21日に、大樹孝啓天台座主猊下より、権大僧正を親受。

## 略歴
1962年 鳥取県東伯郡三朝町の三徳山で生まれる。
1977年（昭和52年）には三朝町立三朝中学校　卒業
1980年（昭和55年）には滋賀県大津市の比叡山高等学校を卒業。
1984年 佛教大学文学部卒業。
1994年〜2005年　三朝町立三朝中学校　心の教室相談員
2002年　倉吉青年会議所　理事長
2005年11月　三朝町議会議員に立候補し当選
2017年11月〜　三朝町議会　副議長
2019年11月〜2021年11月　三朝町議会　議長
2019-2020年度　倉吉ロータリークラブ　会長
2022年4月〜　天台宗宗議会議員　道興会所属
2023年4月〜　全日本青少年育成アドバイザー連合会　事務局長
2025/04月04日〜11日　天台宗最高法儀　「御修法 普賢延命法」に参勤